# Austropetàlids
Els austropetàlids (Austropetaliidae) són una família d'odonats anisòpters de l'Hemisferi Sud. Comprèn a 10 espècies altament endèmiques i es troben solament a Tasmània, Austràlia, Xile i l'Argentina.

## Taxonomia
La família Austropetaliidae inclou vuit gèneres:
- Archipetalia Tillyard, 1917
- Austropetalia Tillyard, 1916
- Eurypetalia Carle, 1996
- Hypopetalia McLachlan, 1870
- Odontopetalia Carle, 1996
- Ophiopetalia Carle, 1996
- Phyllopetalia Selys, 1857
- Rheopetalia Carle, 1996